# Centro de los monumentos nacionales
El Centro de los monumentos nacionales (en francés: Centre des monuments nacionaux) es un establecimiento público francés de carácter administrativo que depende del ministerio de la Cultura y de la Comunicación.
Se dedica a gestionar, conservar, poner en valor y abrir al público cerca de 100 monumentos nacionales propiedad del estado francés, así como a labores de divulgación a través de la edición de obras de divulgación y de referencia.
Cuenta con un presupuesto superior a los 100 millones de euros y emplea a más de 1000 personas. Su actual presidente es Philippe Bélaval. La sede se encuentra en el Hôtel de Sully en París.

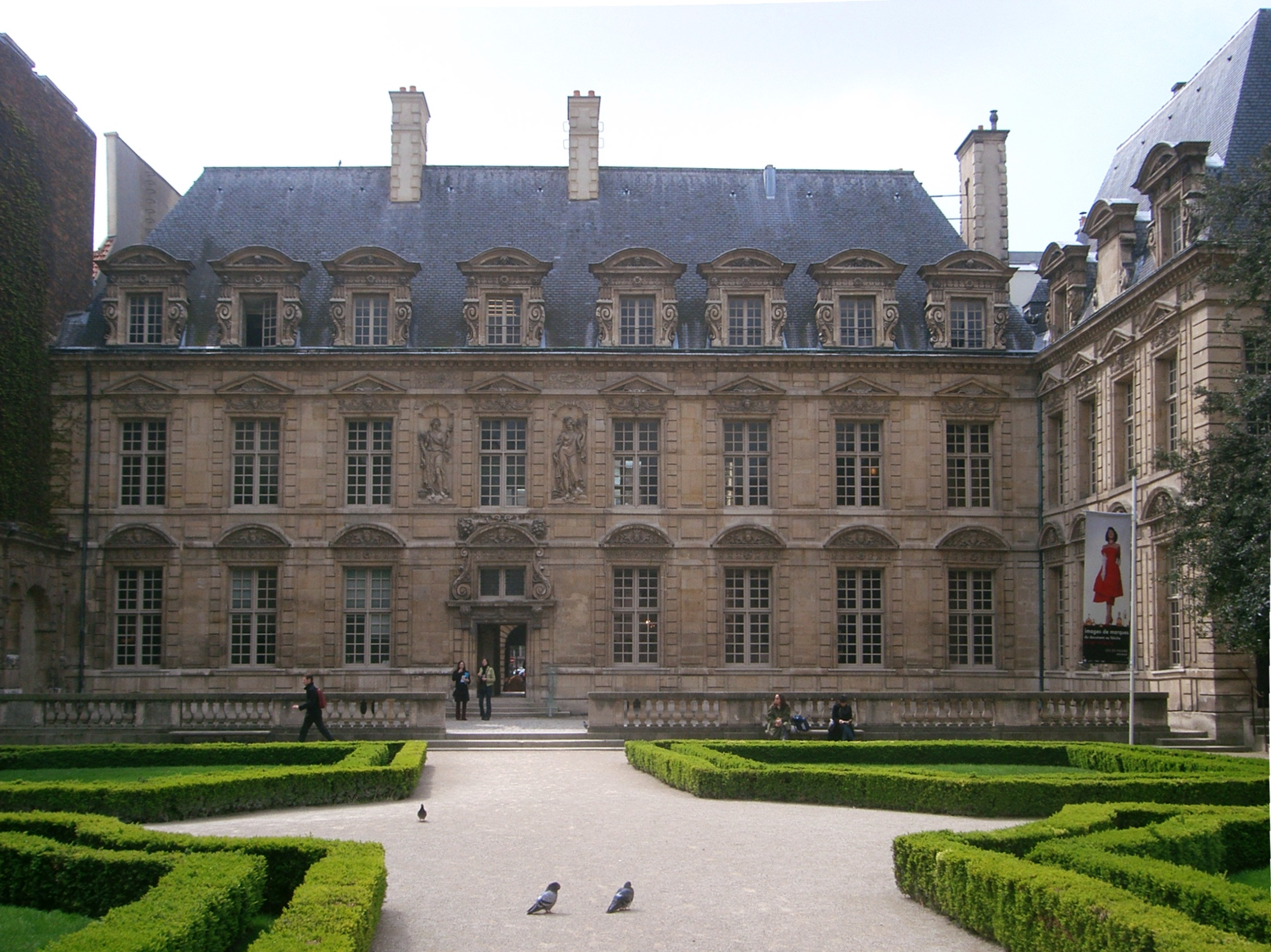
Hôtel de Sully, rue Saint-Antoine à Paris, siège du centre des monuments nationaux

## Orígenes e historia
El Centro de los monumentos nacionales ha sucedido a otras instituciones públicas con diferentes nombres, pero cuyas misiones eran parecidas, si no similares.
La ley del 10 de julio de 1914 creó así una «Caja nacional de los monumentos históricos y prehistóricos» (Caisse nationale des monuments historiques et préhistoriques) que tenía por objetivo reunir fondos para adquirir monumentos históricos o inmuebles pendientes de clasificación, y para financiar el trabajo de restauración y mantenimiento de dichos monumentos o edificios. En 1930, la ley del 2 de mayo otorgó a esa institución pública el nombre de «Caja nacional de los monumentos, prehistóricos y naturales y de los sitios» (Caisse nationale des monuments historiques, préhistoriques et naturels et des sites), extendiendo a los sitios las disposiciones de la ley del 31 de diciembre de 1913 sobre monumentos históricos. En 1965, los decretos n.º 65-515 y 65-516 del 30 de junio dieron al establecimiento un nuevo estatuto y un nuevo nombre de «Caja nacional de los monumentos y de los sitios» (Caisse nationale des monuments historiques et des sites, CNMHS). Finalmente el decreto n.º 2000- 357 del 21 de abril de 2000 creó en lugar de ese fondo el actual «Centro de los monumentos nacionales» (Centre des monuments nationaux).

## Misiones

### Puesta en valor
El Centro de los monumentos nacionales (CMN) tiene la misión de poner en valor el patrimonio que se le ha confiado, de desarrollar la accesibilidad al mayor número posible de visitantes y de garantizar la calidad de la acogida. Con cerca de 200 eventos al año, promueve la participación de los monumentos nacionales en la vida cultural y el desarrollo del turismo, y esto, en concierto con las direcciones regionales de asuntos culturales, las  colectividades territoriales  y las redes de instituciones culturales.
El establecimiento público tiene por misión promover y abrir los monumentos nacionales al público, pero también desde 2007 restaurarlos y mantenerlos para su transmisión a las generaciones futuras. Anteriormentemente, los trabajo de conservación estaban asegurados por los servicios regionales del Ministerio de Cultura y Comunicación (Dirección Regional de Asuntos Culturales), realizando el CMN el trabajo de desarrollo necesario para la recepción de visitantes. A partir de entonces, el conjunto de esos trabajos está programado y seguido por un solo servicio, la dirección de la dirección de obras del CMN (direction de la maîtrise d’ouvrage), creado el 1 de junio de 2009.

### Gestión
Desde 2007, está investido con una nueva misión de conservación, de restauración y mantenimiento de los monumentos que gestiona.
El Centro de los monumentos nacionales cuenta con 1500 agentes al servicio del público, su presupuesto anual fue, en 2008, de 110 millones de euros, alimentado por sus propios recursos (venta de entradas, alquileres, ingresos comerciales y editoriales, recursos en mecenazgo) y una subvención del Ministerio de Cultura. Dio la bienvenida a casi 8,5 millones de visitantes en 2007 en los monumentos que se le confiaron.

### Edición
El Centro de los monumentos nacionales también es un editor público bajo la marca Éditions du patrimoine. Contribuye así en gran medida al conocimiento y a la promoción del patrimonio mediante la edición de guías de visite, libros de calidad —obras fotográficas y obras de divulgación—, monografías de arquitectos o de edificios, textos teóricos, técnicos o científicos, libros para niños, obras para ciegos y deficientes visuales, y sordos y con problemas de audición.

#### Revistas editadas
- Monuments historiques (de 1936 a 1996),
- Monumental (desde diciembre de 1992).

## Organización
El Centro de los monumentos nacionales se rige ahora por el artículo  L. 141-1 del Código del patrimonio y el decreto 95-462 del 26 de abril de 1995 modificado.
Está dirigido por un presidente designado por decreto y asistido por un director general. Tiene un consejo de administración. Philippe Bélaval ejerció como presidente desde junio de 2012 hasta enero de 2023, en sustitución de Isabelle Lemesle (quien dimitió el 4 de junio de 2012). La presidencia interina estará a cargo de Delphine Samsoen, directora general del establecimiento. En marzo de 2023, Marie Lavandier , hasta entonces directora del Louvre-Lens , fue elegida presidenta, a partir de mayo.

## Lista de los monumentos nacionales
Clasificación por región:
Auvernia-Ródano-Alpes
- Château de Aulteribe
- Château de Chareil-Cintrat
- Château de Villeneuve-Lembron
- Claustro de la catedral de Notre-Dame de Le Puy-en-Velay
- Château de Voltaire en Ferney-Voltaire
- Real monasterio de Brou en Bourg-en-Bresse

Borgoña-Franco Condado
- Abadía de Cluny
- Château de Bussy-Rabutin
- Catedral de  Saint-Jean de Besançon y su reloj astronómico

Bretaña
- Sitios megalíticos de Carnac
- Cairn de Barnenez
- Maison de Ernest Renan en Tréguier
- Sitio de los megalitos de Locmariaquer

Centro-Valle de Loira
- Château de Azay-le-Rideau
- Château de Bouges
- Château de Châteaudun
- Château de Fougères-sur-Bièvre
- Château de Talcy
- Claustro de la Psalette en Tours
- Dominio de George Sand en Nohant
- Palacio Jacques-Cœur en Bourges
- Torre y cripta de la catedral Saint-Étienne de Bourges
- Torres y tesoro de la catedral de Chartres

Gran Este
- Château de La Motte-Tilly
- Palacio de Tau en Reims
- Torres de la catedral de Reims

Alta Francia (Hauts-de-France)
- Colonne de la Grande Armée en Wimille
- Villa Cavrois en Croix
- Château de Coucy
- Château de Pierrefonds
- Torres de la catedral de Amiens

Île-de-France (fuera de París)
- Basílica catedral de Saint-Denis
- Château de Champs-sur-Marne
- Château de Maisons-Laffitte
- Château de Rambouillet
- Château de Vincennes
- Dominio nacional de Saint-Cloud
- Laiterie de la Reine y Chaumière aux Coquillages en Rambouillet
- Maison des Jardies en Sèvres
- Villa Savoye en Poissy
- Dominio nacional de Jossigny

Paris
- Arco de Triunfo de l'Étoile
- Capilla expiatoria
- Conciergerie
- Dominio nacional del Palais-Royal
- Hôtel de Béthune-Sully
- Musée des Plans-reliefs
- Panthéon
- Sainte-Chapelle
- Torres de la catedral de Notre-Dame de Paris
- Hôtel de la Marine (apertura prevista en 2018)

Normandía
- Abadía del Mont-Saint-Michel
- Château de Carrouges
- Abadía du Bec-Hellouin

Nueva Aquitania
- Abadía de La Sauve-Majeure
- Château de Cadillac
- Château de Puyguilhem
- Grotte de Pair-non-Pair
- Sites préhistoriques de la vallée de la Vézère
- Montcaret: Église Saint-Pierre-ès-Liens de Montcaret, villa gallo-romaine de Montcaret
- Torre Pey-Berland en Burdeos
- Abadía de Charroux
- Château de Oiron
- Sitio galorromano de Sanxay
- Tour de la Lanterne, tour Saint-Nicolas y tour de la Chaîne en La Rochelle

Occitania 
- Château y murallas de la ciudadesla de Carcasona
- Fort Saint-André en Villeneuve-lez-Avignon
- Forteresse de Salses
- Sitio arqueólogico de Ensérune
- Tour y remparts d'Aigues-Mortes
- Abadía de Beaulieu-en-Rouergue
- Château de Assier
- Château de Castelnau-Bretenoux
- Château de Gramont
- Château de Montal
- Site archéologique de Montmaurin

Países del Loira
- Château de Angers
- Maison de Georges Clemenceau en Saint-Vincent-sur-Jard

Provenza-Alpes-Costa Azul
- Abadía de Montmajour
- Abadía du Thoronet
- Château de If
- Claustro de la catedral de Fréjus
- Monasterio de Saorge
- Place-forte de Mont-Dauphin
- Site archéologique de Glanum
- Trophée d'Auguste à La Turbie
- Fort de Brégançon
- Hôtel de Sade
- Villa Kérylos